# Siemensstadt
Siemensstadt, Berlin-Siemensstadt – dzielnica (Ortsteil) Berlina w okręgu administracyjnym Spandau. Od 1 października 1920 w granicach miasta.

## Transport
Przez dzielnicę przebiega linia U7 metra ze stacjami:
- Rohrdamm
- Siemensdamm